# Danske Landmænd og deres Indsats
Danske Landmænd og deres Indsats er et bogværk / mindeværk i 12 bind, udgivet i årene 1943-1948 af Nationalt Bogforlag i Herning.
Bøgerne indeholder biografier for landmænd i en stor del af Danmark. De enkelte bind omfatter hver et amt eller to amter. Men ikke alle landets amter kom med i bogværket. Således mangler fx Sorø Amt, Præstø Amt og Bornholms Amt.
Denne oversigt over danske bønders virke blev udgivet med Landbrugsminister Kr. Bordings anbefaling. (Kristen Bording var landbrugsminister 3 gange i perioden 1924 - 1950).
Værket indeholder indledende artikler af landstingsmand H. Hauch, P. Nielsen, Tvis (formand for De jydske Husmandsforeninger), forfatter Salomon J. Frifelt (Det jydske Land og dets Bønder) og seminarielærer Claus Eskildsen (Sønderjydske Slægtsforhold).
Tegninger er udført af W. Rosenberg og W. Schrøder. Bøgerne er trykt i P. Paghs Bogtrykkeri, Herning.
De 12 bind er:
- Bind 1 Ribe og Ringkøbing amter, 1943
- Bind 2 Sønderborg og Aabenraa amter, 1943
- Bind 3 Haderslev amt, 1943 (1944 ?)
- Bind 4 Tønder amt, 1943
- Bind 5 Vejle amt, i to bind, med det nordligste af Tyrstrup Herred, 1943
- Bind 6 Thisted amt, 1945
- Bind 7 Hjørring amt, 1945
- Bind 8 Odense og Assens amter, 1946. Dvs. Odense amt med Odense amtsrådskreds og Assens amtsrådskreds
- Bind 9 Københavns amt, 1945
- Bind 10 Frederiksborg amt, 1947
- Bind 11 Svendborg amt, 1948

(Som nævnt omfatter Vejle amt to bind / to dele. Dermed 12 bind i alt).
Landmændene præsenteres alfabetisk sognevis, for hvert herred.
Disse tusindvis af biografier er naturligvis interessante i forbindelse med slægtsforskning. Slægtsforskernes Bibliotek er derfor begyndt at skanne nogle af bindene til elektroniske udgaver som søgbare pdf-filer. Indtil nu (januar 2020) foreligger bind 2, 3, 8 og 9 således som pdf-filer.
Der kan stadig være ophavsret til 'Danske Landmænd og deres Indsats', og derfor er pdf-filerne kun til rent personlig, privat brug.
Danske Slægtsforskere og Copydan har indgået en licensaftale, der giver Slægtsforskernes Bibliotek mulighed for at digitalisere værker med ophavsret inden for personal-, slægts- og lokalhistorie samt relaterede emner.
Enkelte steder i landet, er visse - begrænsede - lokale dele af bogværket også til rådighed som en søgbar pdf-fil.